# Heteralonia bisecta
Heteralonia bisecta är en tvåvingeart som beskrevs av Greathead 1988. Heteralonia bisecta ingår i släktet Heteralonia och familjen svävflugor.
Artens utbredningsområde är Saudiarabien. Inga underarter finns listade i Catalogue of Life.